# Unione Sportiva Foggia 1932-1933
Questa pagina raccoglie i dati riguardanti l'Unione Sportiva Foggia nelle competizioni ufficiali della stagione 1932-1933.

## Rosa
| N. |                   | Ruolo | Calciatore             |
| -- | ----------------- | ----- | ---------------------- |
|    | Italia (bandiera) | C     | Fioravante Baldi (III) |
|    | Italia (bandiera) | P     | Giuseppe Baldi (I)     |
|    | Italia (bandiera) | A     | Gino Bellotti          |
|    | Italia (bandiera) | P     | Mario Bossi            |
|    | Italia (bandiera) | D     | Olao Cerini            |
|    | Italia (bandiera) | D     | Benedetto Del Re       |
|    | Italia (bandiera) | D     | Vito Natale Labate     |

| N. |                   | Ruolo | Calciatore         |
| -- | ----------------- | ----- | ------------------ |
|    | Italia (bandiera) | C     | Raggio Montanari   |
|    | Italia (bandiera) | C     | Ettore Mussi       |
|    | Italia (bandiera) | A     | Giovanni Pavanello |
|    | Italia (bandiera) | C     | Pegoni             |
|    | Italia (bandiera) | A     | Giorgio Pitacco    |
|    | Italia (bandiera) | A     | Antonio Silgich    |
|    | Italia (bandiera) | C     | Ugo Starace        |